# یواس‌اس لاتونا (ای‌اف-۳۵)
یواس‌اس لاتونا (ای‌اف-۳۵) (به انگلیسی: USS Latona (AF-35)) یک کشتی بود که طول آن ۳۳۸ فوت (۱۰۳ متر) بود. این کشتی در سال ۱۹۴۴ ساخته شد.